# Horeanivka, Kiverți
Horeanivka (în ucraineană Горянівка) este un sat în comuna Didîci din raionul Kiverți, regiunea Volînia, Ucraina.

## Demografie
Componența lingvistică a localității Horeanivka
     Ucraineană (99,54%)
     Alte limbi (0,46%)
Conform recensământului din 2001, majoritatea populației localității Horeanivka era vorbitoare de ucraineană (99,54%), existând în minoritate și vorbitori de alte limbi.